# Yaxhaltún
Yaxhaltún är en ort i kommunen Dzitbalché i delstaten Campeche i Mexiko. Yaxhaltún ligger strax nordväst om kommunsätet Dzitbalché och hade 34 invånare vid den senaste officiella folkräkningen i Mexiko 2010, men dess befolkning beräknades ha uppnått över 250 människor vid ett möte vid Campeches delstatskongress år 2017.